# Roger Jendly
Roger Jendly (* 8. März 1938 in Freiburg, Schweiz) ist ein Schweizer Theater- und Filmschauspieler.

## Leben und Wirken
Roger Jendly wurde 1938 im zweisprachigen Freiburg im Üechtland geboren. Nach der Matura am hiesigen Gymnasium und einer Ausbildung im Cours Simon, der privaten Schauspielschule von René Simon in Paris, in den Jahren 1959 bis 1961 war Jendly ein Jahrzehnt lang Mitglied der in einer Bauernhofkommune lebenden Wandertruppe des Théâtre Populaire Romand (1962–1971), wo er unter der Regie von Charles Joris unter anderem in Tschechows Drei Schwestern (1965) und in Molières Don Juan (1965) auftrat. Er verkörperte ferner „Galy Gay“ im Lustspiel Mann ist Mann von Bertolt Brecht (1968) und später im Théâtre de Carouge in Genf den titelgebenden Protagonisten „Baal“ in Brechts Drama (1972). Über diese Anfangszeit sagte Jendly im Interview 2006: «Damals gab es ausserhalb der grossen Städte nicht viele professionelle Theater, in der Romandie nur in Genf und Lausanne. Wir wollten das Berufstheater dezentralisieren und gingen damit in die Dörfer und Kleinstädte. Das war auch ein politisches Engagement. Man fand, dass das Theater nicht nur Unterhaltung sei, sondern die Leute auch zum Nachdenken bringen sollte, um Veränderungen zu bewirken. Die Welt haben wir nicht verändert, aber wir waren 20 Jahre alt und leisteten hervorragende Arbeit, wir gingen auf das Publikum zu. Und dabei vergassen wir die Kinder nicht, wir machten auch viel für sie.» Lange vor 1988 fragten schon französische Theater an, doch erst in besagtem Jahr gab vor allem der Sparzwang, dem die Schweizer Theater unterlagen, den Ausschlag, ins Nachbarland zu gehen.
Seit 1972 spielt Jendly auch in Filmen für Kino und Fernsehen mit. Etwa 60 Produktionen stehen zu Buche. Er übernahm auch deutschsprachige Rollen, darunter die des versuchten Hitler-Attentäters Maurice Bavaud in den nachgestellten Szenen des Dokumentarfilms Es ist kalt in Brandenburg (Hitler töten) von 1980. Dabei agiert Jendly hier nicht als Verkörperung des Porträtierten, sondern als Spurensucher und Stationen-Nachverfolger, «nachdenklich wie Achternbusch».
2006 wurde Roger Jendly für seine «hervorragenden Verdienste um das Theater in der Schweiz» mit dem Hans-Reinhart-Ring, der höchsten Auszeichnung im Schweizer Theatermetier, geehrt. Entgegen ähnlichen Preisen ist der Ring kein von Preisträger zu Preisträger weiterzugebendes Signum, sondern wird jedes Mal neu hergestellt und verbleibt beim Geehrten. In der Laudatio hieß es, mit der Interpretation vieler Rollen auf Welschschweizer und französischen Bühnen habe Jendly ebenso Massstäbe gesetzt wie mit seiner Arbeit für Kino- und Fernsehfilme. Er hat im Theater unter anderen mit den Regisseuren André Steiger, Benno Besson und Luc Bondy zusammengearbeitet, vor der Kamera mit Alain Tanner, Michel Piccoli, Michel Soutter und Jean-Luc Godard.
Trotz seiner vielen Engagements im europäischen Ausland blieb er seiner Heimat stets verbunden und beteiligt sich regelmässig an Freiburger Theaterprojekten.

## Zitat
«[W]enn man mir sagt: ‹Ah, Sie waren das in dieser Rolle, ich habe Sie nicht erkannt!› so ist das das grösste Kompliment, das man mir machen kann. Das heisst, nicht wir stehen im Vordergrund, sondern die Rolle, wir stehen im Dienst der Rolle. Es wäre wunderbar, wenn man vollständig hinter der Rolle verschwinden könnte, vor allem für mich, ich bin nämlich ziemlich schüchtern!»

## Auszeichnungen
- 1980 (?): Darstellerpreis beim Internationalen Filmfestival in Nyon
- 2004: Prix de la Fête du Comédien des Théâtre du Grütli, Genf
- 2005: Prix du comédien des Théâtre du Grütli, Genf
- 2006: Hans-Reinhart-Ring der Schweizerischen Gesellschaft für Theaterkultur
- 2006: Kulturpreis des Staates Freiburg im Namen des Staatsrats des Kantons Freiburg

## Filmografie
- 1973: Die Einladung (L'invitation)
- 1974: Die Auslieferung (L‘extradition)
- 1974: Erica Minor
- 1974: Die Mitte der Welt (Le milieu du monde)
- 1974: Fluchtgefahr
- 1976: Hart wie Diamant (Le cimetiere des durs)
- 1976: Jonas, der im Jahr 2000 25 Jahre alt sein wird (Jonas qui aura 25 ans en l'an 2000)
- 1977: Alzire oder Der neue Kontinent
- 1977: Tauwetter
- 1977: Rollenspiele (Repérages)
- 1977: San Gottardo
- 1980: Max Frisch, Journal I-III
- 1980: Es ist kalt in Brandenburg (Hitler töten) auch Regie
- 1980: Rette sich, wer kann (das Leben) (Sauve qui peut (la vie))
- 1980: Un homme en fuite
- 1981: Habsucht oder Hamburg-Madrid (7. Todsünde)
- 1981: Matlosa
- 1981: Der Maulwurf (Espion, lève-toi)
- 1983: La Passion d’Adolf Wölfli
- 1983: Adam et Eve
- 1983: Trans-Atlantique
- 1984: Akropolis Now
- 1987: Un nouveau dans la ville? 1949 (Buchtitel dt. Der Neue) von George Simenon. Regie: Fabrice Cazeneuve
- 1988: Courir les Rues
- 1989: Die Frau aus Rose Hill (La femme de Rose Hill)
- 1989: Pestalozzis Berg
- 1990: Gauner gegen Gauner (Ripoux contre ripoux)
- 1991: La Demoiselle sauvage
- 1991: Anna Göldin – Letzte Hexe
- 1992: Kommissar Navarro (Navarro, Fernsehserie, 1 Folge)
- 1994: Tatort – Herrenboxer
- 1997: Alors voilà
- 1999: Die Schönheit auf Erden (La beauté sur la terre)
- 2001: Reporter in der Krise (Newsman)
- 2005: Das Leben ist eine Orgie (C'est pas tout à fait la vie dont j'avais revé)
- 2009: Nehaj – Le village vers nulle part
- 2010: Des filles en noir
- 2012: Jean-Jacques Rousseau – Tout dire

Drehbuch
- 1987: Umbruch